# 贾公河
贾公河，位于中华人民共和国河南省安阳市滑县北部的一条人工开挖的排水河道，起自滑县县城东郊新区的滑园，与城关干渠（城关河）相接，先向东南流经城关街道双庙村、锦和街道沙河头村、枣村乡油坊村、付（傅）庄村，于留固镇小寨村转东北流，经后五方村、东冢头村、八里营镇齐继村、张庄村、火刘庄村、徐庄村、西郭庄村等地后于赵营镇大王庄村西北约1千米处汇入金堤河。河长约27千米。贾公河原称什牌渠，1925年当地富绅贾心斋曾主持疏浚。贾心斋后来加入中国共产党，成为冀鲁豫抗日根据地领导人之一。1952年改称“贾公渠”，以作纪念。